# CS Visé
CS Visé (celým názvem Cercle Sportif Visé) je belgický fotbalový klub z města Visé. Byl založen roku 1924 jako Cercle Sportif Visetois. Domácím hřištěm je Stade de la Cité de l'Oie s kapacitou 5 400 míst. Klubové barvy jsou modrá a bílá, v klubovém logu je husa, což je v množném čísle i přezdívka klubu.

## Názvy
Zdroj:
- Cercle Sportif Visetois - od roku 1924
- RCS Visetois - od roku 1949
- CS Visé - od roku 2004

## Soupiska
K únoru 2014
| Číslo |         | Pozice | Hráč               |
| ----- | ------- | ------ | ------------------ |
| 4     | Belgie  | O      | Marin Lacroix      |
| 5     | Belgie  | O      | Kevin Etien        |
| 6     | Belgie  | Z      | Luigi Vaccaro      |
| 8     | Belgie  | Z      | Tom Dethier        |
| 9     | Belgie  | Ú      | Arnaud Biatour     |
| 10    | Německo | Z      | Ioannis Masmanidis |
| 11    | Belgie  | Z      | Jonathan Fondaire  |
| 12    | Belgie  | O      | Luigi Cutrona      |
| 14    | Belgie  | Ú      | Jonathan Benteke   |
| 13    | Belgie  | Z      | Thomas Englebert   |
| 17    | Belgie  | Z      | Daan de Pever      |
| 18    | Belgie  | Z      | Reda Jaadi         |
| 19    | Belgie  | O      | Manuel Angiulli    |

| Číslo |               | Pozice | Hráč                |
| ----- | ------------- | ------ | ------------------- |
| 20    | Belgie        | O      | Pierre-Alain Laloux |
| 21    | Belgie        | Ú      | Alessio Cascio      |
| 22    | Itálie        | Ú      | Angelo Polizzi      |
| 23    | Belgie        | O      | Fayçal Rherras      |
| 24    | Belgie        | O      | Jonathan La Rocca   |
| 27    | Belgie        | Z      | Regis Nicolay       |
| 28    | Guinea-Bissau | Z      | Idrissa Camara      |
| 29    | Belgie        | O      | Valentin Goffin     |
| 30    | Belgie        | Z      | Giovanni La Mantia  |
| 35    | Belgie        | B      | Thibault Rausin     |
| 77    | Belgie        | B      | Juliann Fillieux    |